# Echeveria racemosa
Echeveria racemosa är en fetbladsväxtart som beskrevs av Adelbert von Chamisso och Schlecht.. Echeveria racemosa ingår i släktet Echeveria och familjen fetbladsväxter. Utöver nominatformen finns också underarten E. r. citrina.